# Cleobulina de Lindos
Cleobulina (grec antic: Κλεοβουλίνη), Cleobulena (Κλεοβουλήνη) o Cleobule (Κλεοβούλη) va ser la filla de Cleobul de Lindos.
Plutarc diu que va néixer a Corint (per bé que segurament va néixer a Lindos) amb el nom d'Eumetis, però que habitualment fou coneguda amb el nom del pare. Es va distingir per les seves qualitats morals i intel·lectuals. Va escriure poesies i enigmes en versos hexàmetres. Plutarc diu que Tales l'anomenava la sàvia, i s'interpreta que es dedicà a la filosofia. L'Antologia palatina recull un enigma d'ella en forma d'epigrama. També en parlen Ateneu de Nàucratis i Aristòtil.